# Gian Carlo Riccardi
Gian Carlo Riccardi (Frosinone, 21 oktober 1933 - Frosinone, 7 februari 2015) was een Italiaanse kunstenaar, kunstschilder, theaterregisseur, beeldhouwer en schrijver.

## Biografie
Gian Carlo Riccardi werd geboren op 21 oktober 1933. Na al van kinds af aan aanleg voor kunst te hebben getoond en zijn klassieke volwassenheid te hebben bereikt, studeerde Gian Carlo Riccardi in 1961 cum laude af in scenografie aan de Academie voor Schone Kunsten in Rome in via Ripetta. Na enkele jaren behaalde hij een diploma theater- en filmregie aan het Experimenteel Centrum van Rome.

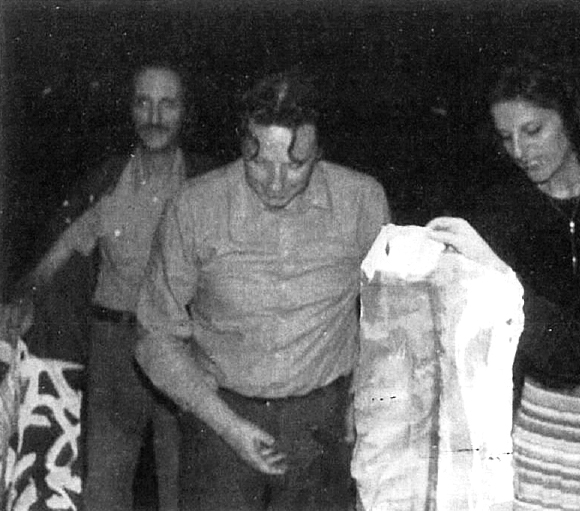
De kunstenaar Gian Carlo Riccardi (links) en de kunstcriticus Enrico Crispolti (midden). Theatrale show "Waarom Lorca" 1977, Teatro Spazio Uno, Rome.

Hij is gedefinieerd door de kunstcriticus Enrico Crispolti als een «multimediakunstenaar» en bezocht schrijvers en kunstenaars zoals Achille Bonito Oliva, Alberto Moravia en Cesare Zavattini.

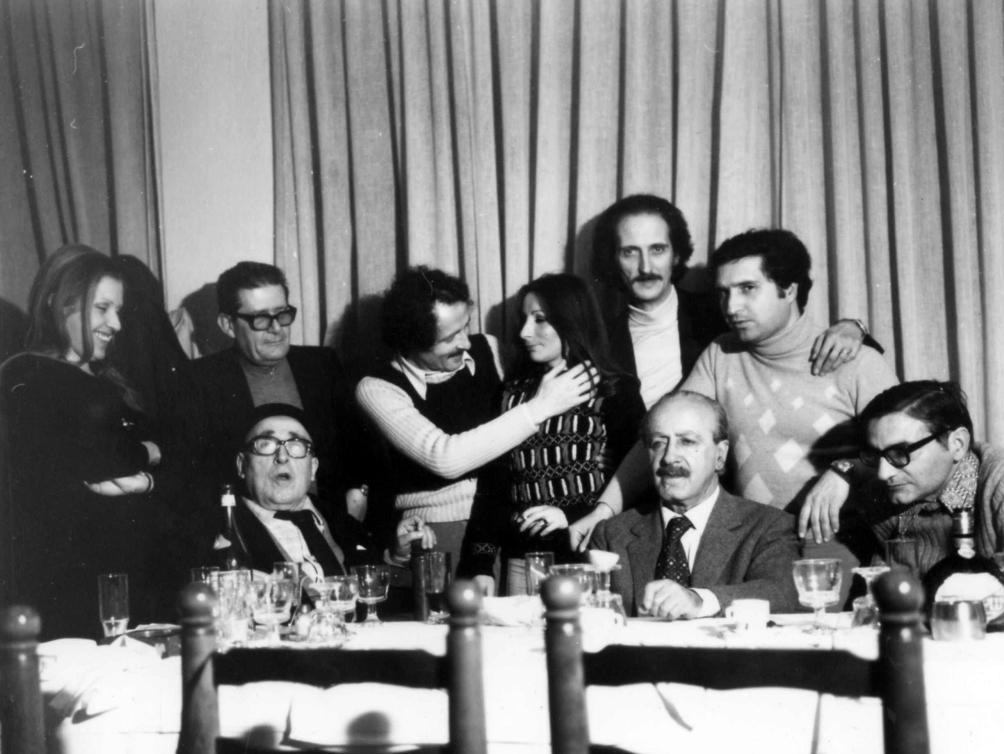
Gian Carlo Riccardi (rechts) met Libero De Libero (onder) en Cesare Zavattini (links), 1977.

Tussen de jaren '60 en '70 werkte hij als decorontwerper en regisseur bij Rai en als assistent van decorontwerpers Carlo Cesarini uit Senigallia en Giorgio Aragno. Hij is ook redacteur van satirische tijdschriften zoals Il Travaso delle Idee, Marc'Aurelio, La Tribuna Illustrata, Simplicissimus en Il Borghese. Hij maakt deel uit van het Roman Theatre Avant-garde en werkt samen met Pino Pascali, Carmelo Bene, Mario Ricci, Memè Perlini en anderen. 
Deze ervaringen brachten hem ertoe in 1961 in Frosinone, de Visual Arts Laboratory Theatre Group en later, in 1962, de Theatre Club.
Hij neemt ook deel aan evenementen zoals: het Teatro da Voi 1977 in het theater Spazio Uno in Rome, de New Theatre Week (1978) en de Incontri 1984 in het Centro Associazione Stampa Grattacielo in Milaan. 
De shows en performances van de regisseur zijn gebaseerd op gebaren en de behoefte om uitdrukking te geven aan de toestand van de hedendaagse mens, gevangen in de dagelijkse routine en in de tegenstellingen van het leven. 
In 1997 richtte hij het Theater van het Beeld op.

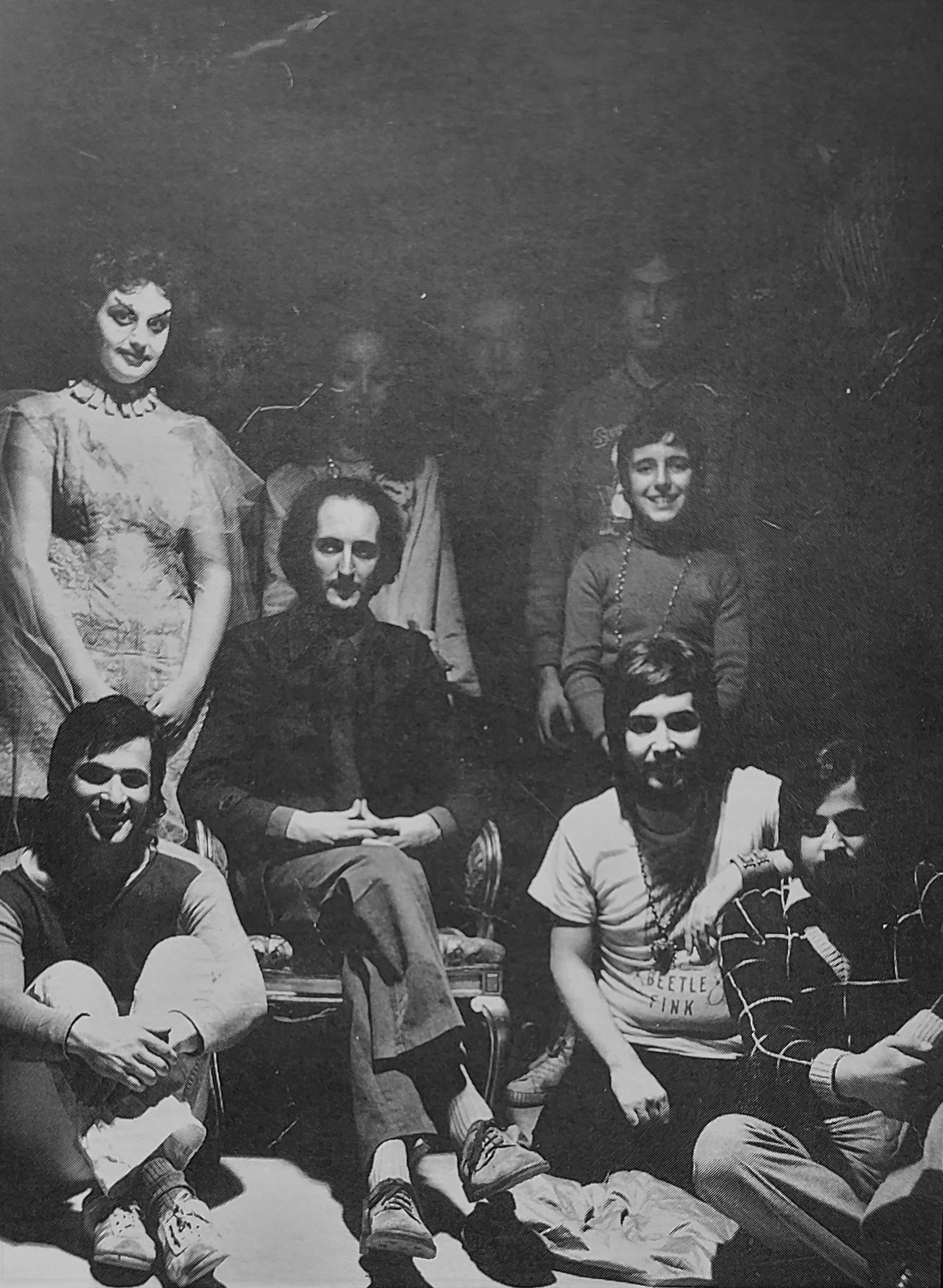
Gian Carlo Riccardi en de acteurs van het Teatro Laboratorio Arti Visive, 1974.

Gian Carlo Riccardi's picturale productie behandelt verschillende thema's zoals het groteske, het dubbele, ironie, maar ook de wereld van de kindertijd, door middel van tekenen, karikaturen en abstracte schilderkunst. Dit laatste wordt bereikt door het gebruik van collage en kant-en-klaar. Zijn werken zijn tentoongesteld in solo- en groepstentoonstellingen in Italië en in het buitenland, zoals het Palazzo delle Esposizioni in Rome (1968), de ArtExpo- tentoonstelling in Genève (1984), het Centre International D'art Contemporain in Parijs (1988), de Internationale Tentoonstelling van Beeldende Kunsten in Krakau (1995) en de Fundació Antoni Tàpies in Barcelona (1999 ).
In zijn sculpturen gebruikt Gian Carlo Riccardi arme materialen zoals plexiglas, papier, hout en ijzer.
De kamers, gebouwd sinds de jaren 80, zijn installaties die altijd zijn gemaakt met eenvoudige en gerecycleerde elementen (voornamelijk hout en ijzer). Dit zijn voorbeelden van locatiespecifieke werken die in staat zijn een dialoog op te bouwen met de omringende ruimte en met de waarnemer.
Riccardi stelde zijn installaties in het Europees Parlement in 1991, op de XLV Venetië Biënnale voor kunst in 1993, en op het Festival dei Due Mondi in Spoleto in 1995.
Hij schrijft theaterscripts, proza en poëtische teksten. In deze laatste komen verschillende thema's naar voren (reeds aan bod gekomen op picturaal, theatraal en sculpturaal gebied) met betrekking tot het surrealistische, het onwaarschijnlijke, de herinnering en de kindertijd. 
Gian Carlo Riccardi overleed in zijn geboortestad op 7 februari 2015 .